# Karol Adwentowicz

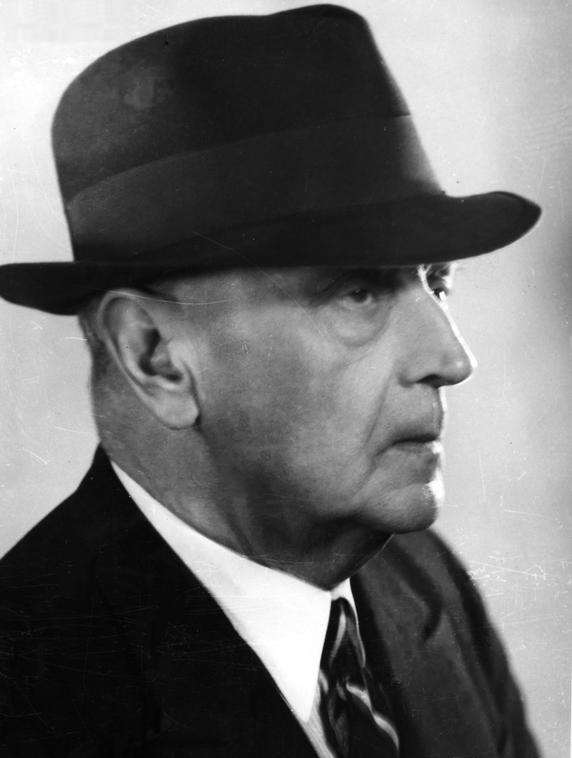
Karol Adwentowicz

Karol Adwentowicz (* 19. Oktober 1871 in Wielogóra bei Radom; † 19. Juli 1958 in Warschau) war ein polnischer Theater- und Filmschauspieler, Regisseur und Theaterdirektor.

## Leben
Seine Schauspielkarriere begann er als Amateur im Jahre 1894. Seinen Durchbruch im Theater hatte er 1900. Bis 1912 spielte er am Stadttheater in Lwów. In den Jahren 1929 und 1930 war er Direktor des Stadttheaters in Łódź und ab 1932 bis zum Ausbruch des Zweiten Weltkriegs des von ihm eröffnetem Polnischen Theaters in Warschau (Polski teatr w Warszawie).
Im Jahre 1934 spielte er die Hauptrolle in dem Film Przeor Kordecki – Obrońca Częstochowy in der Regie von Edward Puchalski.
Er zählte zu den besten polnischen Dramaschauspielern der ersten Hälfte des 20. Jahrhunderts. 1953 erhielt er das Goldene Verdienstkreuz der Republik Polen und 1955 den Volkspreis (Nagroda Państwowa) I. Klasse.
Eine Straße in Łódź wurde nach ihm benannt.

## Filmografie (Auswahl)
- 1912: Pomszczona krzywda
- 1934: Przeor Kordecki – obrońca Częstochowy als Kordecki Aleksander